# Ceroplesis militaris
Ceroplesis militaris es una especie de escarabajo longicornio del género Ceroplesis, subfamilia Lamiinae. Fue descrita científicamente por Gerstaecker en 1855.
Se distribuye por Kenia, Malaui, Mozambique, Namibia, Somalia, Zimbabue, Zambia, Uganda, República Democrática del Congo, Tanzania, República Sudafricana y Etiopía. Mide 25-43 milímetros de longitud. El período de vuelo de esta especie ocurre en los meses de enero, febrero, abril, junio, agosto, noviembre y diciembre.
Parte de la dieta de Ceroplesis militaris se compone de plantas de la subfamilia Mimosoideae.

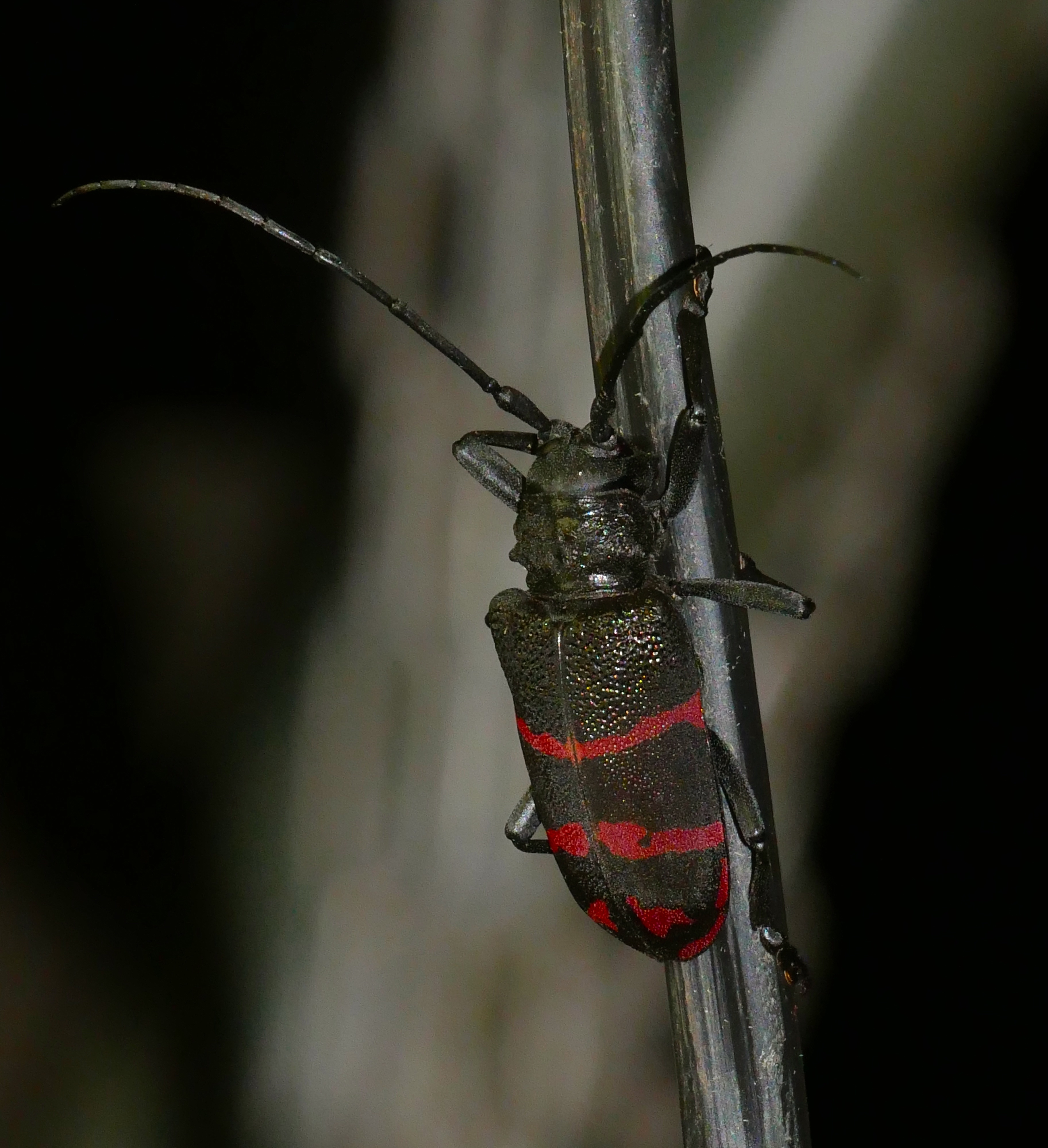
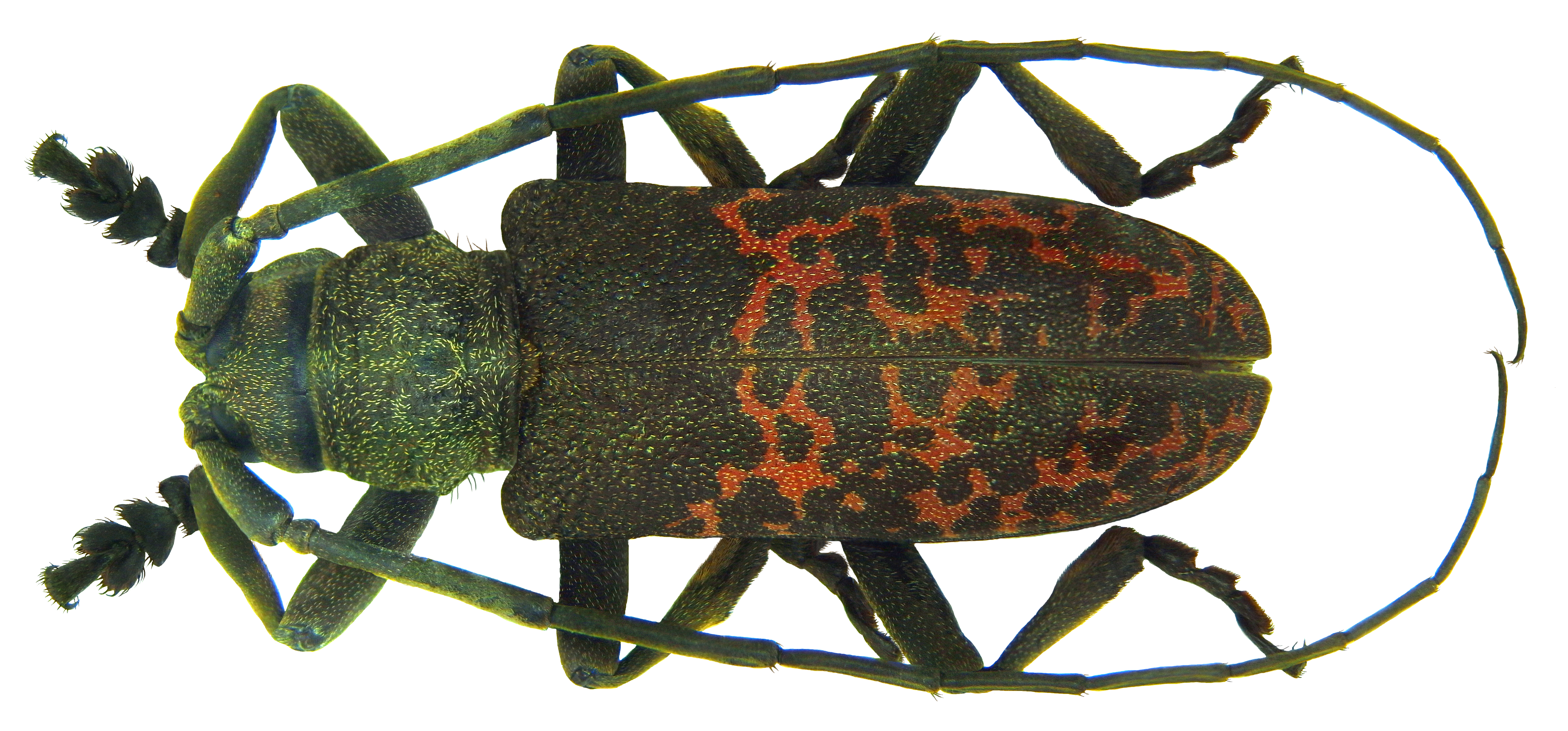